# Silene wolgensis
Silene wolgensis är en nejlikväxtart som först beskrevs av Jens Wilken Hornemann och som fick sitt nu gällande namn av Carl Adolf Otth.
Silene wolgensis ingår i släktet glimmar och familjen nejlikväxter. Inga underarter finns listade i Catalogue of Life.